# Protesto contra SOPA e PIPA

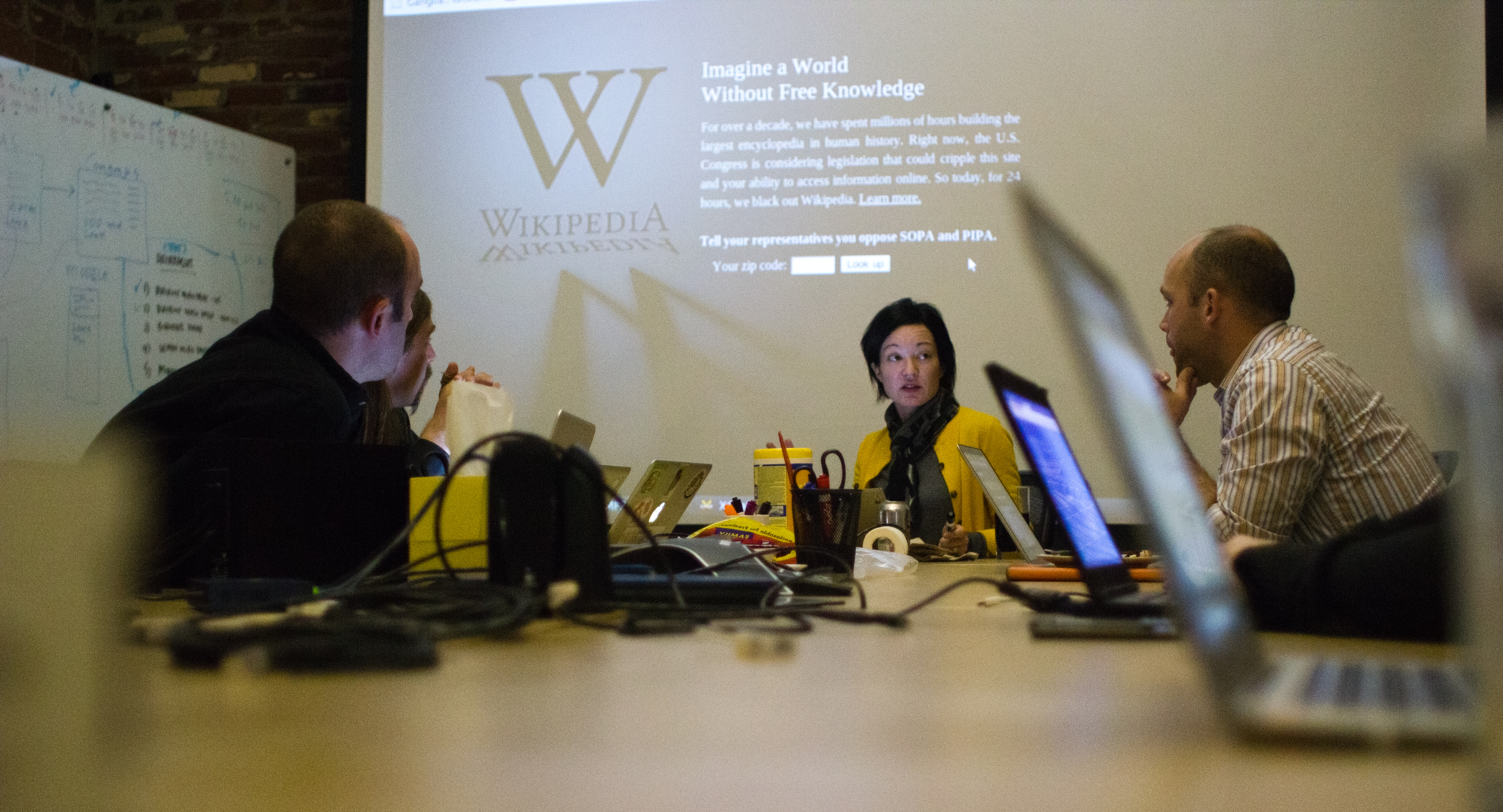
Sue Gardner em uma reunião da Wikimedia Foundation discutindo o blecaute na Wikipédia Anglófona na noite do dia 17 de janeiro.

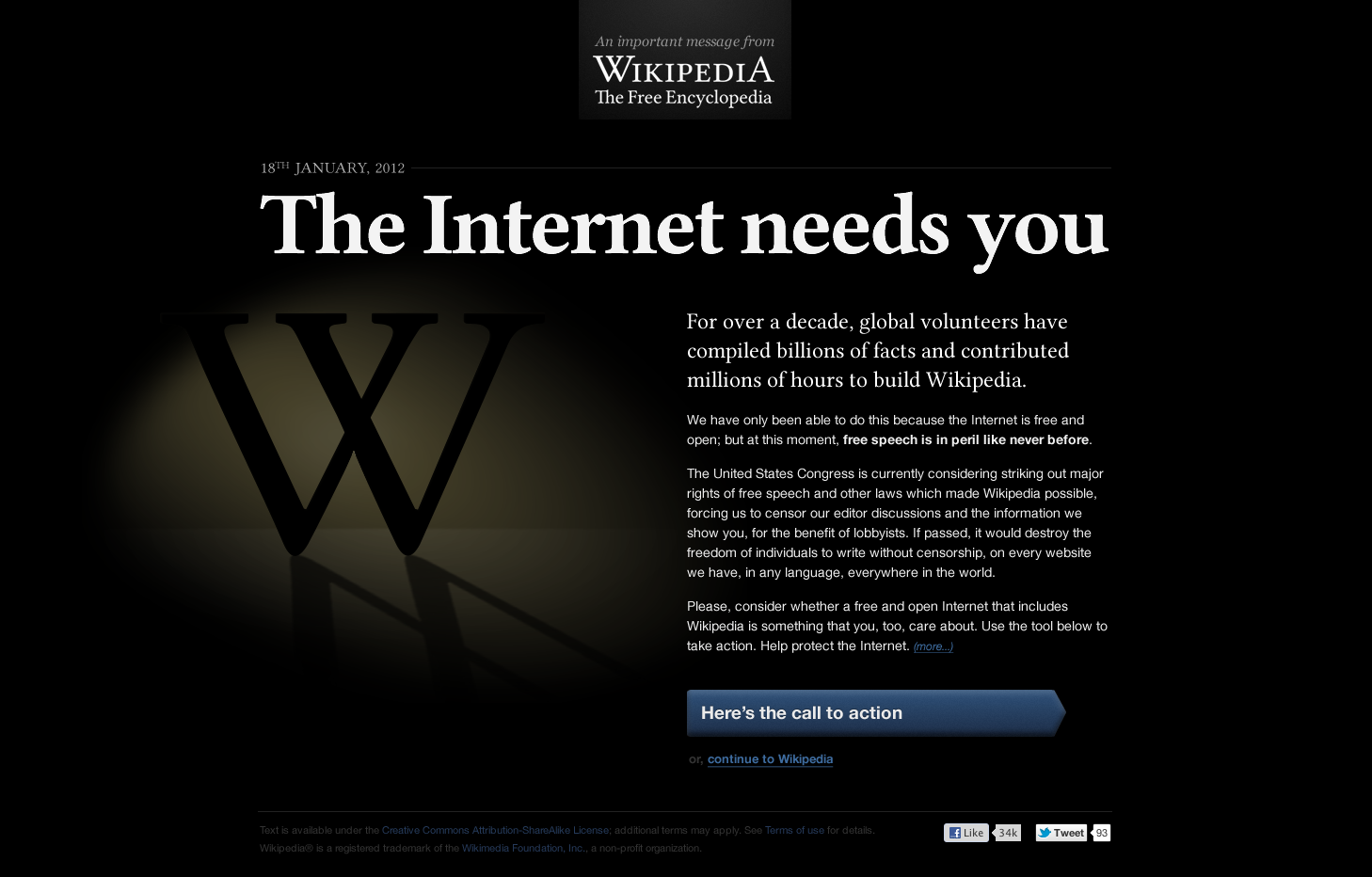
Uma das páginas propostas para entrar ao ar no dia 18.

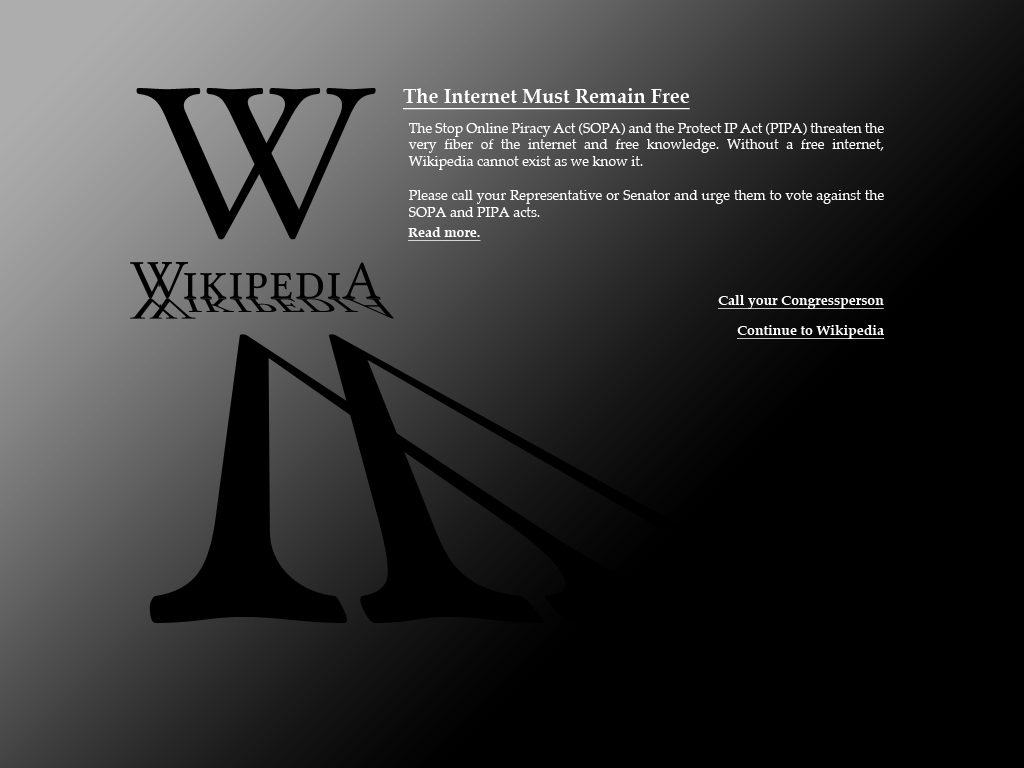
Outra versão da página proposta para entrar no ar no dia 18.

O apagão, blecaute (português brasileiro) ou blackout (português europeu) da Wikipédia em inglês foi uma manifestação que ocorreu dia 18 de janeiro de 2012.
A decisão foi tomada do dia 16 de janeiro de 2012 pela Wikimedia Foundation, que anunciou um protesto contra a Stop Online Piracy Act (SOPA) e PROTECT IP Act (PIPA).
A página também teve o apoio de outras fundações na Internet.
Várias outras versões da Wikipédia, inclusive a lusófona, e de outros projetos da Wikimedia, entre eles o Commons, também aderiram ao protesto, com a colocação de um banner de fundo preto.
Apesar de ter divulgado que o site estaria "fora do ar" no dia 18, o site "Business Insider" divulgou que quando a página inicial aparece uma página é sobreposta com a imagem sobre o protesto. O site afirma que o segredo é apertar a tecla "ESC" ou "parar" para não ocorrer o redirecionamento para a imagem. A página estava disponível normalmente pelo celular.
Presidente da Motion Picture Association of America acusou de "abuso de poder" todos os sites que participaram do blecaute.
No dia seguinte ao blecaute, o site Zscaler analisou o tráfego do dia do blecaute comparando-o com o dia anterior, e informou que apesar das páginas estarem fora do ar o site registrou um número considerável de acessos. A hipótese é de que as pessoas tenham acessado a Wikipédia por curiosidade, devido à grande divulgação da campanha..